# Dolichobostrychus gracilis
Dolichobostrychus gracilis är en skalbaggsart som först beskrevs av Pierre Lesne 1899.  Dolichobostrychus gracilis ingår i släktet Dolichobostrychus och familjen kapuschongbaggar. Inga underarter finns listade i Catalogue of Life.

## Bildgalleri

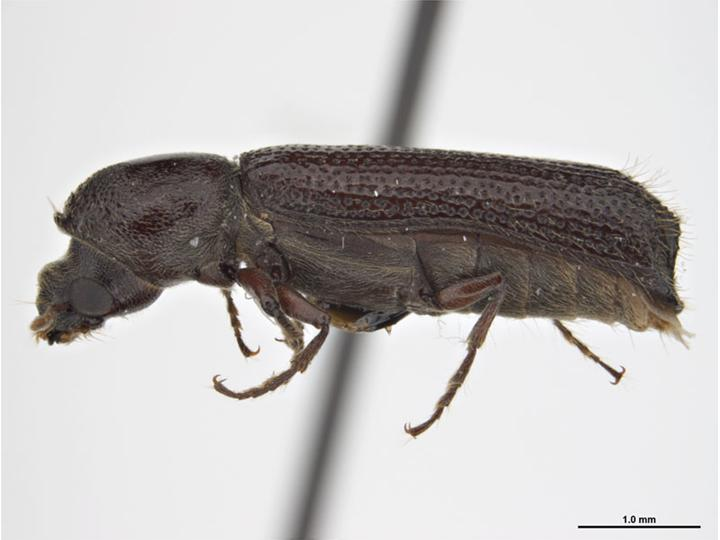